# خفاجة (المضاربة والعارة)

تعديل مصدري - تعديل

خفاجة هي إحدى قرى عزلة المضاربة بمديرية المضاربة والعارة التابعة لمحافظة لحج، بلغ تعداد سكانها 77 نسمة حسب تعداد اليمن لعام 2004.